# 368
Cette page concerne l'année 368  du calendrier julien. Pour l'année 368 av. J.-C., voir 368 av. J.-C. Pour le nombre 368, voir 368 (nombre).
L'année 368 est une année bissextile qui commence un mardi.

## Événements
- Hiver 367–368, Arménie : Cylaces et Arrabannes assiègent pour Shapur II la forteresse d’Artogerassa où s’est réfugiée P'aranjem, la veuve du roi Arsace II d’Arménie. Souffrant des intempéries, ils parlementent avec elle, et finalement font défection, ce qui permet à la reine de détruire l'armée de siège perse et à son fils Pap de se réfugier dans l’empire romain. Il rencontre Valens à Marcianopolis avant le 28 mars puis est envoyé en résidence à Néocésarée[1].
- Fin de l'hiver :  une armée romaine considérable, conduite par Théodose l’Ancien, général de Valentinien d’origine espagnole, traverse la Manche entre Bononia et Rutupiæ[2]. En Bretagne, elle repousse la coalition des Pictes et des Scots sur terre et des Saxons sur mer.
- 9-28 mars : Valens est à Marcianopolis, en Mésie[3]. Sa campagne contre les Goths est compromise par une inondation du Danube[1].
- 20 avril, Pâques : les Alamans de Rando reprennent Mayence et dévastent à nouveau la rive gauche du Rhin[2].
- Été : 
  - Valentinien Ier, basé à Trèves, franchit le Rhin, écrase les Alamans à Solicinium (peut être Sulz am Neckar près de Rottweil, dans les Champs Décumates) et ravage méthodiquement leur pays[2].
  - Théodose entre à Londinium où il est accueilli en triomphateur après avoir sécurisé la Bretagne romaine[1].
- 11 octobre : tremblement de terre à Nicée, en Bithynie[4].
- Automne : Valentinien et Gratien rentrent à Trèves après leur campagne, où ils sont le 6 novembre ; Valens retourne à Marcianopolis[1].
- Hiver : Cylaces et Arrabannes envoient une ambassade à Valens pour lui demander de l'aide et que Pap soit désigné comme roi d'Arménie[1].

- La fonction de defensor civitatis ou defensor plebis (défenseur de la plèbe) est créée dans l'Empire romain. C'est un magistrat chargé de défendre les pauvres gens contre les abus des grands propriétaires et des hauts fonctionnaires[5].
- Le vicaire d'Asie Musonius intervient contre les raids des Isauriens en Pamphylie et en Cilicie mais est tué[4].

## Naissances en 368
- Eustochium, moniale romaine.

## Décès en 368
- Avril/mai[1] : Vithicab, roi alaman des Brisgauviens de 360 à 368.
- Prohérésios (né en 276), professeur de rhétorique arménien